# Überbeschäftigung
Eine Überbeschäftigung liegt in der Volkswirtschaftslehre vor, wenn die Zahl der offenen Stellen größer ist als die Zahl der Arbeitslosen. Gegensatz ist die Unterbeschäftigung.

## Allgemeines
Es handelt sich um eine Beschäftigung, die bei gegebener Kapazität in der üblichen Arbeitszeit und der üblichen Arbeitsintensität nicht mehr bewältigt werden kann. Einer Überbeschäftigung kann durch zeitliche (Mehrarbeit), intensitätsmäßige (Arbeitstempo) oder quantitative (Kapazitätserweiterung) Anpassung begegnet werden. 
Innerhalb der Kostentheorie handelt es sich bei der Überbeschäftigung um eine Beschäftigung, die oberhalb des optimalen Beschäftigungsgrades liegt. In der Plankostenrechnung wird der Begriff teilweise auch für die Istbeschäftigung verwendet, die über der Planbeschäftigung liegt.

## Berechnung
Überbeschäftigung ist mithin vorhanden, wenn es mehr offene Stellen ({\displaystyle A_{A}}) als Arbeitslose ({\displaystyle A_{N}}) gibt:
{\displaystyle A_{A}} > {\displaystyle A_{N}}.
Überwiegt die Anzahl der offenen Arbeitsplätze die Zahl der Arbeitsfähigen und sind Letztere alle beschäftigt, besteht Überbeschäftigung.

## Phasen der Überbeschäftigung
Eine länger andauernde Überbeschäftigung gab es in der Bundesrepublik Deutschland in der Zeit von 1960 bis 1973. Im Laufe des Wirtschaftswunders war die 1949 noch hohe Arbeitslosigkeit vollständig abgebaut worden. Es wurde Vollbeschäftigung erreicht, doch die weiterhin steigende Konsumnachfrage führte schließlich zur Überbeschäftigung, die sich zunächst in Überstunden oder einer Erhöhung der Arbeitsintensität zeigte. Stark steigende Arbeitseinkommen signalisierten die Knappheit des Produktionsfaktors Arbeit. Der Mangel an Arbeitskräften wurde ab Dezember 1955 durch über zwei Millionen Gastarbeiter gedeckt. 
Erst die massiven Lohnerhöhungen zwischen 1969 und 1973 unter Bundeskanzler Willy Brandt und danach die Ölkrise beendeten diese Phase der Überbeschäftigung.

## Abgrenzungen
Von der Überbeschäftigung müssen die Begriffe Vollbeschäftigung und Unterbeschäftigung abgegrenzt werden. Vollbeschäftigung liegt vor, wenn 
{\displaystyle A_{A}} = {\displaystyle A_{N}},
Unterbeschäftigung entsprechend, wenn
{\displaystyle A_{A}} < {\displaystyle A_{N}}.
Die Begriffe Vollbeschäftigung, Überbeschäftigung und Unterbeschäftigung werden analog auch in der Betriebswirtschaftslehre verwendet, siehe Beschäftigung (Kostenrechnung). 